# Break on Through (To the Other Side)
"Break on Through (To the Other Side)" é uma canção dos The Doors inserida no seu álbum de estreia, The Doors. Foi o primeiro single lançado pela banda e foi relativamente mal-sucedido quando comparado com os singles seguintes, atingindo apenas o 106.º posto nos Estados Unidos. Também surge no videojogo Tony Hawk's Underground 2.

## Análise
O baterista John Densmore se inspirou na batida da Bossa Nova que acabava de chegar no EUA para criar a batida da música.. Jim Morrison compôs a letra que diz em seu refrão para "atravessar para o outro lado" (break on through to the other side), esse "outro lado" Morrison, que praticava Yoga, comparava os The Doors com o Yang do símbolo Yin e Yang, e quando ele ele diz "other side" ele convida a juventude de 1967 a sair do "obla di obla dá" e viajar para o lado mais sombrio, o lado da noite, o lado onde se "caça os prazeres e se cava os tesouros" (We chased our pleasures here, Dug our treasures there).
A música também aparece como faixa um do seu álbum de estréia, mas a gravadora Elektra Records censurou a canção na parte do "she gets high" (que significa "ela fica chapada"), que é repetida no meio da música (depois da parte do "Everybody loves my baby"). A versão original do álbum e todas as suas versões até os anos 90 tiveram a palavra "high" deletada, com Morrison cantando "she gets" quatro vezes antes de acabar a música. Versões ao vivo e mais recentes, tem toda a linha "she gets high". Atualmente, em rádios de rock e na maioria das coletâneas continua usando a versão censurada, pois a versão é mais familiar para os ouvintes.

## Certificações
| Região                                                                                                  | Certificação | Vendas   |
| --- | ------------ | -------- |
| Alemanha (BVMI)                                                                                         | Ouro         | 250 000^ |
| Espanha (PROMUSICAE)                                                                                    | Ouro         | 10 000^  |
| Reino Unido (BPI)                                                                                       | Prata        | 200,000^ |
| *números de vendas baseados somente na certificação ^números de vendas baseados somente na certificação |              |          |

## Regravações
Stone Temple Pilots fez o cover da música para o álbum de tributo do The Doors chamado Stoned Immaculate: The Music of The Doors. A banda de hard rock mexicana La Cuca fez um cover da música para o seu álbum La Racha.
Quando o The Doors apareceu em um episódio pelo VH1 Storytellers, aparece vários cantores convidados para falarem sobre Jim Morrison. Scott Weiland (cantor do Stone Temple Pilots) falou e cantou "Break on Through".
A banda Night Shift fez cover desta música em 2002 para seu álbum de estréia chamado Undercovers.
A banda de new wave americana Blondie tocou esta música várias vezes durante sua turnê de 1997-1999. Eles costumavam tocar esta música como primeira ou segunda do show.